# Meioneta metropolis
Meioneta metropolis là một loài nhện trong họ Linyphiidae.
Loài này thuộc chi Meioneta. Meioneta metropolis được Anthony Russell-Smith & Rudy Jocqué miêu tả năm 1986.